# Гореничи
Горе́ничи (укр. Гореничі) — село, входит в Бучанский район (до 2020 года в Киево-Святошинский район) Киевской области Украины.
Население по переписи 2001 года составляло 2551 человек. Почтовый индекс — 08114. Телефонный код — 4598. Занимает площадь 3,064 км².

## Местный совет
08114, Київська обл., Бучанский р-н, с. Гореничі, вул. Соборна, 204